# Finsko na Zimních olympijských hrách 2006
Finsko na Zimních olympijských hrách 2006 v Turíně reprezentovalo 92 sportovců, z toho 61 mužů a 31 žen. Nejmladším účastníkem byla Noora Räty (16 let, 259 dní), nejstarší pak Markku Uusipaavalniemi (39 let, 83 dní) . Reprezentanti vybojovali 9 medailí, z toho 6 stříbrných a 3 bronzové.

## Medailisté
| Medaile | Jméno | Sport                | Disciplína             |
| ------- | --- | -------------------- | ---------------------- |
| Stříbro | Tanja Poutiainenová | Alpské lyžování      | Obří slalom            |
| Stříbro | Markku Uusipaavalniemi Wille Mäkelä Kalle Kiiskinen Teemu Salo Jani Sullanmaa | Curling              | Muži                   |
| Stříbro | Mikko Ronkainen | Akrobatické lyžování | Boule                  |
| Stříbro | Aki Berg Lasse Kukkonen Toni Lydman Antti-Jussi Niemi Petteri Nummelin Teppo Numminen Sami Salo Kimmo Timonen Niklas Hagman Jukka Hentunen Olli Jokinen Jussi Jokinen Niko Kapanen Saku Koivu Mikko Koivu Antti Laaksonen Jere Lehtinen Ville Nieminen Ville Peltonen Jarkko Ruutu Teemu Selänne Niklas Bäckström Antero Niittymäki Fredrik Norrena | Lední hokej          | Družstvo mužů          |
| Stříbro | Matti Hautamäki | Skoky na lyžích      | (K90)                  |
| Stříbro | Janne Ahonen Janne Happonen Matti Hautamäki Tami Kiuru | Skoky na lyžích      | Družstvo mužů - (K120) |
| Bronz   | Aino-Kaisa Saarinenová Virpi Kuitunenová | Běh na lyžích        | Družstvo žen - sprint  |
| Bronz   | Antti Kuisma Anssi Koivuranta Jaakko Tallus Hannu Manninen | Severská kombinace   | Družstvo - K95/4x5 km  |
| Bronz   | Markku Koski | Snowboarding         | U rampa                |